# Лыжные гонки на зимних Олимпийских играх 1948

На зимних Олимпийских играх 1948 года в Санкт-Морице в лыжных гонках было разыграно 3 комплекта наград — все среди мужчин (18 км, 50 км и эстафета 4×10 км). Программа соревнований по сравнению с Олимпийскими играми 1936 года в Гармиш-Партенкирхене изменений не претерпела. В соревнованиях приняли участие 106 спортсменов из 15 стран.
Гонки прошли при подавляющем преимуществе шведских лыжников, которые завоевали 6 медалей из 7 возможных. Апофеозом превосходства шведских лыжников стала эстафета, в которой они выиграли у занявших второе место финнов почти 9 минут. Норвежцы, ставшие третьими, отстали от чемпионов на 12 с лишним минут.

## Медалисты

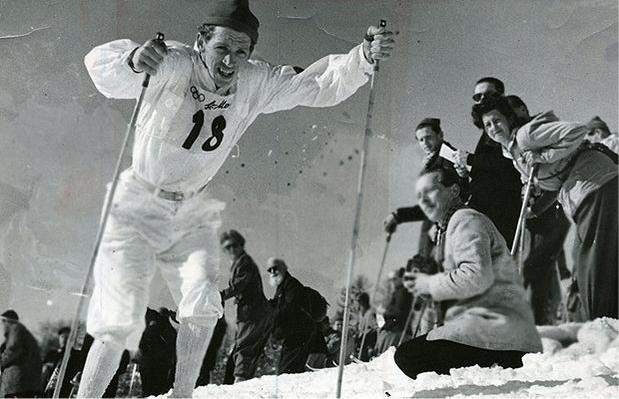
Мартин Лундстрём на дистанции 18 км

| Дисциплина                     | Золото                                                                     | Серебро                                                                        | Бронза                                                              |
| 18 км см. подробнее            | Мартин Лундстрём Швеция                                                    | Нильс Эстенссон Швеция                                                         | Гуннар Эрикссон Швеция                                              |
| 50 км см. подробнее            | Нильс Карлссон Швеция                                                      | Харальд Эрикссон Швеция                                                        | Беньямин Ваннинен Финляндия                                         |
| Эстафета 4×10 км см. подробнее | Швеция · Гуннар Эрикссон · Мартин Лундстрём · Нильс Эстенссон · Нильс Тепп | Финляндия · Аугуст Киуру · Теуво Лаукканен · Саули Рюткю · Лаури Сильвеннойнен | Норвегия · Эрлинг Эвенсен · Олав Хаген · Рейдар Нюборг · Олав Экерн |

## Общий зачёт
(Жирным выделено самое большое количество медалей в своей категории)
| Общее количество медалей |           |        |         |        |       |
| Место                    | Страна    | Золото | Серебро | Бронза | Всего |
| 1                        | Швеция    | 3      | 2       | 1      | 6     |
| 2                        | Финляндия | 0      | 1       | 1      | 2     |
| 3                        | Норвегия  | 0      | 0       | 1      | 1     |